# توماس إف. أولين
توماس إف. أولين (بالإنجليزية: Thomas F. Olin)‏ هو شخصية أعمال أمريكي، ولد في 24 أبريل 1928 في منيابولس في الولايات المتحدة، وتوفي في 30 أكتوبر 1996 في كالامازو في الولايات المتحدة.